# کیرا الن
- کیرا آلِن (متولد ۱ ژوئن ۱۹۹۸) یک بازیگر آمریکایی است.
- اولین بازیگر او در فیلم فرار با سارا پلسون بود که بسیار درخشید .[۱][۲][۳]
- آلن در نیویورک بزرگ شد. وی دانشجوی کلاس نویسندگی خلاق در دانشگاه کلمبیا است.[۴] او از سال ۲۰۱۴ به بیماری پاراپلژی مبتلا شد و از ویلچر برای حرکت و تحرک استفاده کرده‌است. ( اطلاعات دقیقی در دسترس نیست ) [۵][۶]
- الن دومین زن ویلچری است که از ویلچر برای ایفای نقش در فیلم استفاده می‌کند. اولین بار سوزان پیترز در سال ۱۹۴۸ بود.